# Бондаренко, Борис Егорович
Бори́с Его́рович Бондаре́нко (1940—1993) — русский писатель и шахматист.

## Биография
Борис Бондаренко родился в 1940 году в Уфе.
После окончания школы перепробовал много профессий. Работал разнорабочим, механиком, монтером, слесарем-сборщиком, электромонтажником (наладчиком), ездил в геофизическую экспедицию (Северный Урал и Сахалин).
В 1959—1964 годах с двумя перерывами из-за болезни учился на физическом факультете Московского государственного университета имени М. В. Ломоносова.
После окончания университета был распределён в Уфу. Из Уфы вскоре переехал в Обнинск, где работал в вычислительном центре Института медицинской радиологии. В Уфе и Обнинске проработал более 10 лет.
В 1963 году впервые начал писать. В 1967 году в возрасте 27 лет опубликовал первую повесть «Ищите солнце в глухую полночь» и через некоторое время стал профессиональным писателем. Публиковался в «Литературной газете», журналах «Дружба народов», «Литературное обозрение», «Сибирские огни», «Юность» и других. Самая известная книга Бориса Егоровича Бондаренко — роман «Пирамида» — была опубликована в 1976 году.
Увлекался шахматами. Играл в шахматных турнирах г. Обнинска. Был сильным шахматистом-перворазрядником и однажды принес победу сборной писателей СССР в матче против сборной Обнинска (матч закончился со счетом 8:7).
В 1980-х годах переехал в Москву.
Умер после тяжёлой болезни.